# Moziklub
A Moziklub az RTL Magyarország harmadik filmcsatornája a Film+ és az RTL Három mellett. Közvetlen konkurenciája a TV2 Csoporthoz tartozó Moziverzum nevű filmcsatorna.
A csatorna 2023. december 15-én 9:25-kor indult el a Rossz versek című filmmel.
A csatorna hangja Wégner Judit.
A csatorna reklámidejét az RTL Saleshouse értékesíti.

## Történet
A csatornáról először 2023. augusztus 28-án látott napvilágot, amikor az RTL Magyarország társcsatornáinak sugárzó cége, a CLT-UFA S.A., a Szellemi Tulajdon Nemzeti Hivatalánál a nevét levédették. A csatorna híreiről először 2023. október 18-án a Media1 oldalán megjelent egy cikk, amely szerint az RTL Magyarország riválisa, a TV2 Csoport korábbi portfólió-bővítésére reagálva egyszerre négy új, tematikus tévécsatornát indít. A csatorna indulásáról hivatalos bejelentésére 2023. október 26-án, a Big Picture konferencián került sor.
A csatorna tesztadását 2023. december 12-én, 3 nappal az indulása előtt kezdte meg, amiben a csatorna logójával monoton zenével volt ellátva. A csatorna logóját és a nevét 2023. november 27-én védették le a Szellemi Tulajdon Nemzeti Hivatalánál. A csatorna 2023. december 15-én reggel 9:25-kor a Rossz versek című filmmel kezdte meg hivatalosan az adását.
A csatorna az indulástól kezdve először a Yettel, a Vidanet, a PR-Telecom és a Direct One kínálatában lett elérhető. 2024. január 3-tól a DIGI kábeles, majd április 2-án a műholdas kínálatában is elérhetővé vált. 2024. február 29-től a Telekom kínálatába is bekerült. A csatorna 2024. július 1-je óta már az Antenna Digital kínálatában is fogható. 2024. decemberétől már a Tarr kínálatában is fogható.

## Műsorai
A csatorna kínálatát elsősorban ismert európai filmek adják, de olyan filmeket is sugároz, amelyeket a Film+, és az RTL Három korábban adott. A kínálatában szerepelnek a Columbo című sorozat, illetve az Agatha Christie-regényeiből készült adaptációk is.